# Wariapano
El wariapano, panobo o pano és una llengua de la família pano, parlada al departament de Loreto i extinta en la segona meitat del segle XX (cap als anys 1990).

## Noms de la llengua
El nom "waripano" prové dels termes waria 'dale-dale (tubercle blanc comestible)' i pano- 'Armadillo gegant (Priodontes maximus)', és a dir, el nom d'animal totèmic amb el qual s'identificaven els panobo (el nom de l'ètnia era panobo 'els [del poble del] armadillo'). La família pano de fet pren el seu nom dels panobo.

## Descripció gramatical
Les dades preliminars indiquen que el waripano mostra un sistema de ergativitat escindida: els pronoms mostren un alineament morfosintàctic de tipus nominatiu-acusatiu, els substantius exhibeixen un marcatge ergatiu-absolutiu. S. Parker i el professor shipibo A. Ramírez Cairuna van treballar en 1991 amb Arquimedes Sinuiri Nunta, que possiblement va ser l'últim parlant natiu de waripano. El següent quadre resumeix el repertori de pronoms que exhibeix l'esquema nominatiu-acusatiu:
| Persona | Agent i Subjecte | Agent i Subjecte | Objecte   | Objecte        |
| Persona | singular         | plural           | singular  | plural         |
| ------- | ---------------- | ---------------- | --------- | -------------- |
| '1a'    | e-bi             | numi <*no-bi     | e-a       | no-ko          |
| '2a'    | mi-bi            | mibon-bi         | mi-a      | mi-to/ mi-tato |
| '3a'    | ja-bi            | jabon-bi         | ja <*ja-a | ja-to          |

Pot observar-se que l'agent d'una oració transitiva i el subjecte d'una oració intransitiva requereixen la mateixa forma, mentre que l'objecte d'una oració transitiva requereix una forma diferent. Aquest repartiment de formes és precisament un esquema nominatiu-acusatiu.

## Fonologia

### Vocals
|         | Anterior | Central | Posterior |
| ------- | -------- | ------- | --------- |
| Tancada | i i      |         | ɨ ɯ       |
| Mitjana |          |         | o o       |
| Oberta  |          | a a     |           |

### Consonants
|            |            | Bilabial | Dental | Rétroflexa | Palatal | Velar | Glotal |
| ---------- | ---------- | -------- | ------ | ---------- | ------- | ----- | ------ |
| Oclusives  | Oclusives  | p p      | t t    |            |         | k k   | (ʔ) ʔ  |
| Fricatives | Fricatives | β β      | s s    | ʂ ʂ        | š ʃ     |       |        |
| Africades  | Africades  |          | c t͡s   |            | č t͡ʃ    |       |        |
| Nasals     | Nasals     | m m      | n n    |            |         |       |        |
| Líquides   | Líquides   |          | r r    |            |         |       |        |
| Semivocals | Semivocals | w w      |        |            | y j     |       |        |

## Text
| «                                                                   | Neno ebi iki; nato nojkon papa yosibonin mananti manax. Jara ebi nijawetianbi bismanojkoyai kai. Mawaxon pairira ebi bismanojkonox iki. Nojkon tita manan, nojkon papaboni manan. Ebira nijawetianbi bismanojkoyamai "Aquí estic, parlant la llengua dels meus avantpassats. Mai l'oblidaré. Recentment quan em mori l'oblidaré. És la llengua de les meves àvies i els meus avis. Mai l'haig d'oblidar" | » |
| — Arquimedes Sinuiri Nunta, possiblement últim parlant del waripano | |   |